# Johann Friedrich Hugo von Dalberg
Johann Friedrich Hugo von Dalberg (Herrnsheim avui Worms, 17 de maig de 1760 - Aschaffenburg, (Baviera), 26 de juliol de 1812), compositor i pianista aficionat era baró i germà de Theodor von Dalberg.
Fou conseller del elector de Trèveris i canonge de Worms, i es distingí com hàbil pianista i correcte compositor.
Deixà 28 composicions tals com quartets, trios, sonates, poloneses, melodies per a cant i piano, i una cantata. A més va escriure:
- Blick eines Tonkünstlers in die Musik der geister, an Philipp Haake (Mannheim, 1777);
- Von Erkenenn und Erfinden (Frankfurt, 1791);
- Gitagovinda, oder Gesänge eines indianischen Dichters, mit Erlaüterungen; Untersuchungen über den Ursprung der Harmonie (Erfurt, 1801);
- Die Aeolsharfe, eine allegorischer Traum (Erfurt, 1801);
- Ueber die Musik der Indier (Erfurt, 1802);
- Ueber grieschische Instrumental Musik und ihre Wirkung (Heidelberg, 1811);
- Ueber Meteorenltus d. Alten vorzüglich in Bezug aif die Steine, die vom Himmel gefallen sind (Heidelberg, 1811).